# آتش‌سوزی ایتون
آتش‌سوزی ایتون (انگلیسی: Eaton Fire) یک آتش‌سوزی جنگل بود که در منطقه التادنا، کالیفرنیا از شهرستان لس‌آنجلس در کالیفرنیا جنوبی رخ داد. این آتش‌سوزی در عصر روز ۷ ژانویه ۲۰۲۵ در ایتون کانیون واقع در کوه‌های سن گابریل آغاز شد. تا تاریخ تا تاریخ ۸ ژانویه ۲۰۲۵، ساعت ۱۰:۳۶ صبح به وقت منطقه زمانی اقیانوس آرام (یوتی‌سی ۸:۰۰-)، این آتش‌سوزی حدود ۱۳٬۶۹۰ جریب فرنگی (۵٬۵۴۰ هکتار) را دربر گرفته بود. این یکی از آتش‌سوزی ۲۰۲۵ جنگل‌های کالیفرنیای جنوبی بود که توسط بادهای سانتا آنای بسیار قوی همراه با آتش‌سوزی پلسیدس پیش رانده می‌شد.
دستورها تخلیه برای ساکنان التادنا، کینلوا میسا، کالیفرنیا، لا کانیادا فلینتریج، کالیفرنیا، شمال سیرا مادره، کالیفرنیا، پاسادنا، کالیفرنیا، آرکادیا (کالیفرنیا), مونرویا، کالیفرنیا، و شمال شرق گلندیل و سن رافائل هیلز ارسال شده بود.

## علت آتش‌سوزی
علت این آتش‌سوزی همچنان تحت بررسی است.

## پیشرفت
آتش‌سوزی تخمین زده می‌شود که در ساعت ۶:۱۵ عصر به وقت منطقه زمانی اقیانوس آرام در ایتون کانیون آغاز شده باشد. به گزارش پاسادنا نو، ساکنان مجاور دره به ۹-۱-۱ گزارش دادند که یکی از برج‌های انتقال برق در این منطقه آتش گرفته است. این آتش‌سوزی به سرعت گسترش یافت و تا ساعت ۱۲:۰۷ صبح به بیش از ۱٬۰۰۰ جریب فرنگی (۴۰۰ هکتار) رسید که توسط بادهای شدید Santa Ana تغذیه می‌شد. گزارش‌هایی از وزش بادهایی با سرعت تا ۱۰۰ مایل بر ساعت (۱۶۰ کیلومتر بر ساعت) در کوه لوکنز مسیر کامیون شمال لا کانیادا فلینتریج، کالیفرنیا ثبت شده است.
تا ساعت ۶:۳۰ صبح، آتش‌سوزی به بیش از ۲٬۲۲۷ جریب فرنگی (۹۰۱ هکتار) گسترش یافت و همچنان هیچ کنترلی بر آن صورت نگرفته بود.
آتش‌سوزی همچنان با سرعت زیاد گسترش یافت و تا ساعت ۱۰:۳۶ صبح، مساحت آن به بیش از ۱۰٬۶۰۰ جریب فرنگی (۴٬۳۰۰ هکتار) رسید، بدون هیچ‌گونه مهار.
آتش‌سوزی با سرعت زیادی ادامه یافت و تا ساعت ۱۰:۳۶ صبح به بیش از ۱۰٬۶۰۰ جریب فرنگی (۴٬۳۰۰ هکتار) گسترش یافت، در حالی که همچنان ۰٪ مهار شده بود.
تا ساعت ۵:۰۰ عصر ۹ ژانویه، ۱٬۵۲۷ نیروی آتش‌نشان، همراه با ۷۹ کامیون آتش‌نشانی، ۸ بولدوزر و ۲ ماشین آب‌پاش برای مقابله با آتش‌سوزی اختصاص داده شده بودند.

## تأثیرات

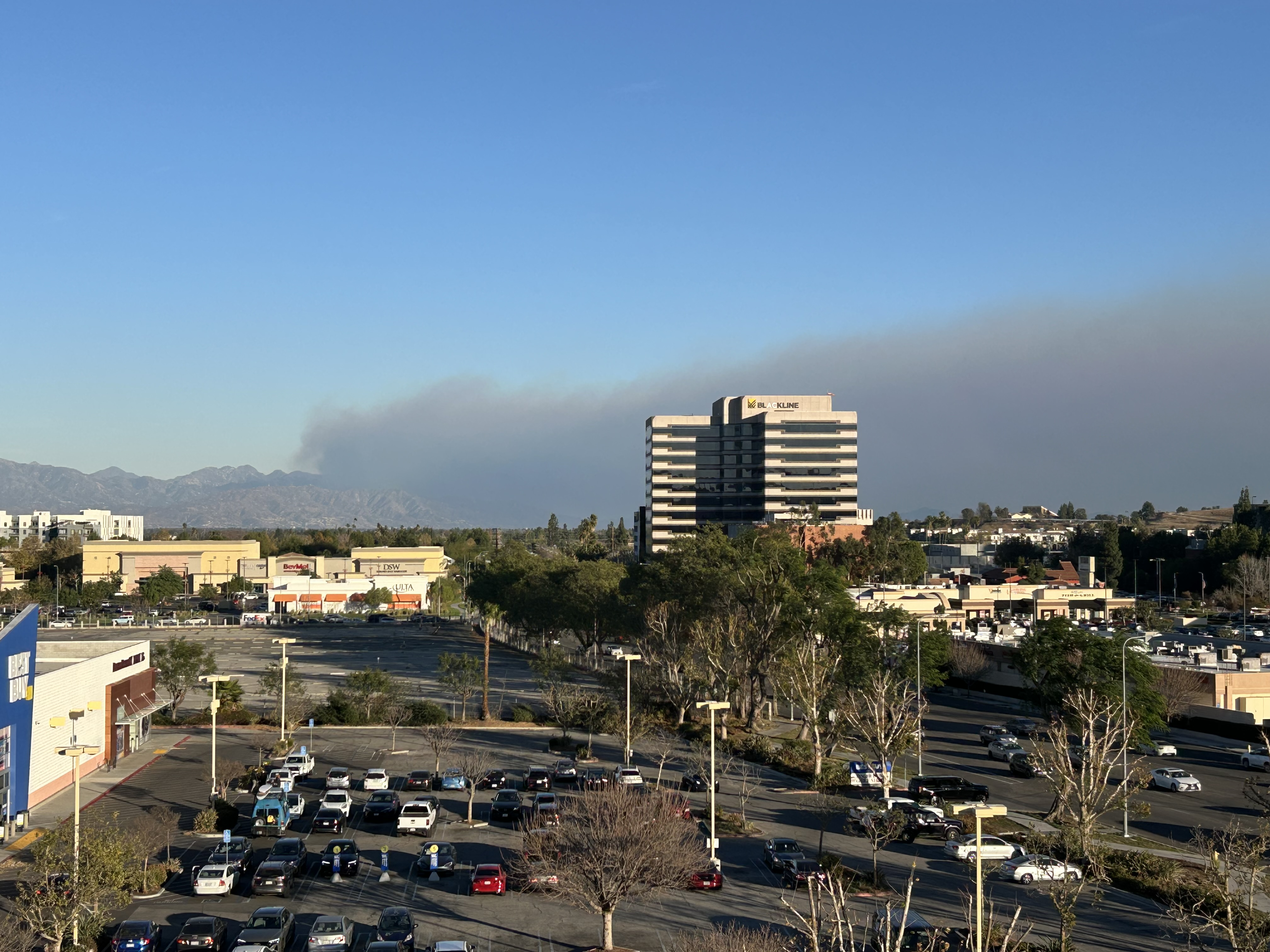
نمایی از آتش‌سوزی ایتون از وودلند هیلز، لس آنجلس

تا ساعت ۴:۰۰ صبح به وقت استاندارد اقیانوس آرام در ۸ ژانویه، ۵۲٬۳۱۴ نفر از ساکنان و ۲۰٬۸۹۰ ساختمان تحت دستور تخلیه قرار گرفته بودند، و همچنین به ۴۶٬۸۴۷ نفر از ساکنان و ۱۸٬۰۵۱ ساختمان هشدار تخلیه داده شده بود. خانه‌ها و خودروهای متعددی در التادنا تخریب شدند؛ به گفته منابع، تا ساعت ۷ صبح بین «۹۰ تا ۹۵ درصد» از ساکنان التادنا تخلیه شده بودند.
تا ساعت ۸:۱۰ صبح همان روز، یک مورد مصدومیت آتش‌نشان گزارش شده بود، بیش از ۲۰۰ سازه تخریب شده بودند، و دو نفر از شهروندان جان خود را در این آتش‌سوزی از دست داده بودند، همراه با «چندین مصدومیت جدی.»
بعد از ظهر همان روز، کلانتر رابرت لونا در یک کنفرانس خبری گزارش داد که پنج نفر از شهروندان جان خود را از دست داده‌اند و تعداد تخلیه‌شدگان به بیش از ۱۰۰٬۰۰۰ نفر افزایش یافته است.
تا بعدازظهر ۸ ژانویه، بیش از ۱۰۰ حیوان به پناهگاه حیوانات پاسادنا منتقل شدند که بسیاری از آن‌ها دچار سوختگی شده بودند.
منطقه مدارس متحد پاسادنا، اتحادیه مدارس لس‌آنجلس و ۲۳ منطقه آموزشی دیگر در اطراف، تعطیلی تمامی مدارس خود را برای روز چهارشنبه، ۸ ژانویه، به دلیل وقوع آتش‌سوزی اعلام کردند. همچنین تعطیلی روز ۸ ژانویه توسط کالج شهر پاسادنا، حوزه علمیه الهیاتی فولر و مؤسسه فناوری کالیفرنیا اعلام شد.
بسیاری از این تعطیلی‌ها تا پنج‌شنبه، ۹ ژانویه، و جمعه، ۱۰ ژانویه، تمدید شدند.
آتش‌سوزی خانه تاریخی اندرو مک‌نالی، املاک زین گری و موزه بانی در التادنا را تخریب کرد. همچنین، کلیسای جماعتی التادنا، کلیسای اسقفی سنت مارک، مسجد مسجد التقوی و معبد معبد یهودی پاسادنا نیز در این آتش‌سوزی تخریب شدند.
این آتش‌سوزی بخش‌های مسکونی التادنا، کالیفرنیا را که توسط آفریقایی-آمریکایی‌هایی که در دهه‌های ۱۹۲۰ و ۱۹۳۰ طی مهاجرت بزرگ به غرب مهاجرت کرده بودند، ایجاد شده و به مدت بیش از یک قرن باقی مانده بود، نابود کرد.
شعله‌های آتش در کوه ویلسون ممکن است بر سیگنال‌های پخش محلی تأثیر گذاشته باشد و رصدخانه مونت ویلسون تخلیه شد. در ساعت ۱:۲۰ بعدازظهر پنج‌شنبه، PBS SoCal گزارش داد که سیگنال هوایی آن در دسترس نیست.
تا ساعت ۵ بعد از ظهر ۹ ژانویه، بیش از ۴٬۰۰۰ سازه تخریب شده‌اند.